# 江島三重塔

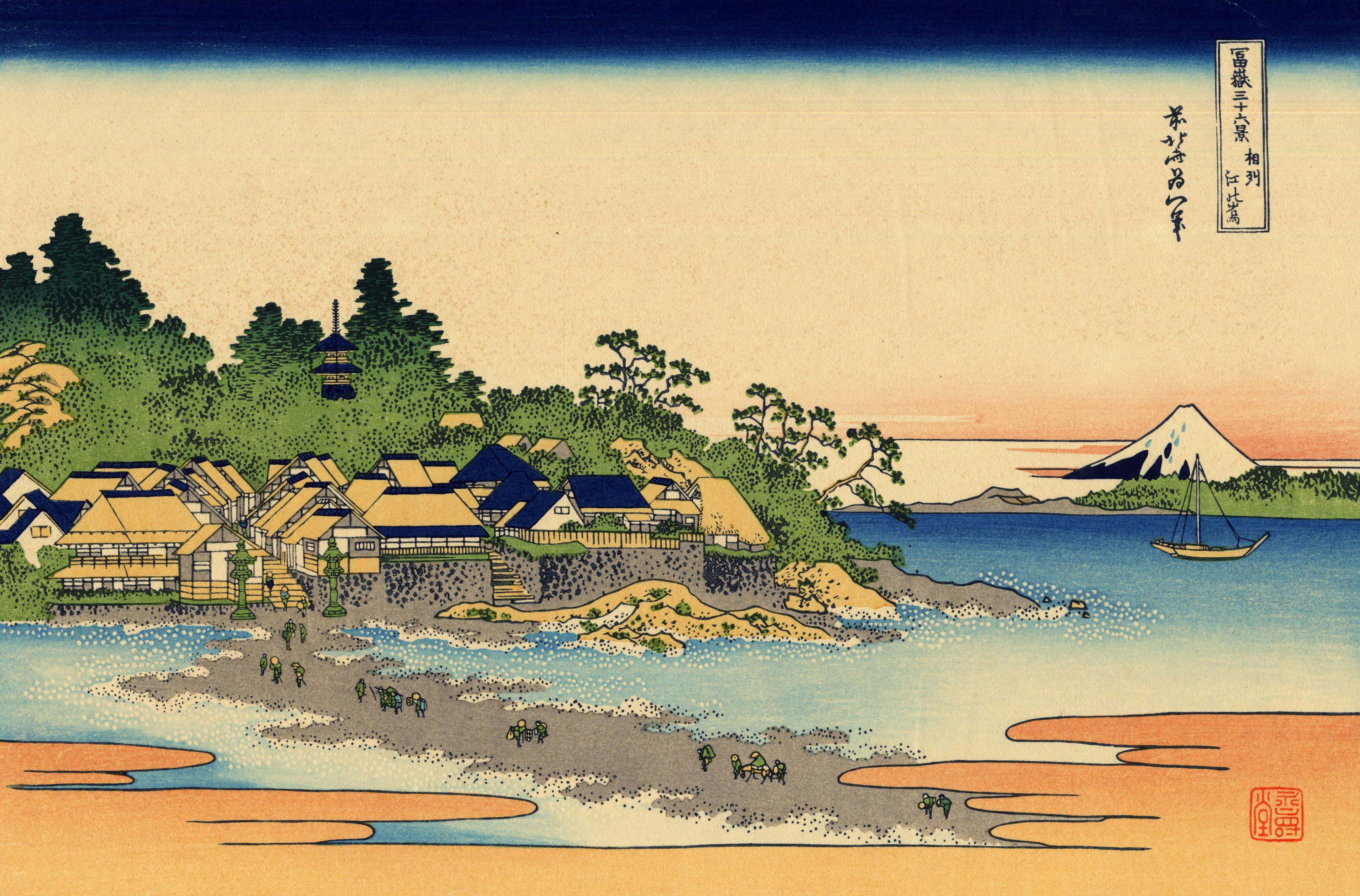
『冨嶽三十六景』に描かれた江島三重塔

江島三重塔（えのしまさんじゅうのとう）は、神奈川県藤沢市江の島にあった三重塔。明治初年の神仏分離で破却され失われた。

## 歴史
- 1182年（養和2年）吾妻鏡によれば源頼朝が神護寺の文覚に命じて近江の竹生島から弁財天を勧請したという。
- 1693年（元禄6年）杉山検校が三重塔を建立したという。
- 1868年（明治元年）神仏分離で、三重塔の他、鳥居4基、竜宮門をはじめとする堂宇が破却されたという。

## 参考資料
- 『東海道名所図会　復刻版 下巻』羽衣出版
- 『江島道見取絵図』東京美術
- 『杉山和一 目の見えない人たちを救った偉人』杉山検校遺徳顕彰会